# Brändö gård
Brändö gård (finska: Kulosaaren Kartano) är en herrgård i södra Helsingfors i Finland. Den ligger belägen vid Rovholmssundets (finska: Naurissalmi), strand, direkt nordöst om den holme som gett herrgården sitt namn Brändö (finska: Kulosaari).
Herrgårdens röda huvudbyggnad är designad av Pehr Granstedt omkring åren 1811-1815. Dess omgivningar har dock utgjort en säterigårds ägor sedan 1500-talet och bland dess tidigare ägare finns bland andra Augustin Ehrensvärd, Sveaborgs byggherre. Ehrensvärd lät grunda och drev Finlands äldsta barnhem på området under 1750-talet.

## Historia

### Äldre historia 1500-tal - 1752
De äldsta omnämningarna av enstaka hemman i Helsinge socken går tillbaka till 1515. Namnet Brändö dyker upp för första gången på 1540-talet (Brendöö 1543, Brendö 1544 och Brändöö 1547.) Brändö var ett skattehemman i örlogskapten Erik Filipssons ägo åren 1540-1588. När gården blev ett frälsehemman är oklart, Filipsson omnämns första gången i frälse- och rusttjänstlängder 1554 och tillerkändes frälsehemmanet på livstid 1585. Gården övertogs av Erik Filipssons sondotters make Mårten Simonsson, senast vid kaptenens död 1588. Enligt godsägarförteckningen från 1586 uppgick gårdens åkerareal till 18 alnar och gårdens värde till 2/3 mantal. Det var inget stort gods men stack ändå ut bland de övriga hemmanen i trakten. Brändö gård beskrivs som en adelsgård senast under Mårten Simonssons tid, i en säteribok från år 1600.
Släkten Mårtensson innehade säteriet fram till år 1651, då den övergick i fiskalen Klas Torckels (Claes Torsk), ägo. Godset erhöll säterifrihet 1675, vilket innebar att ägaren befriades från skatt på sin herrgård utan att behöva utföra rusttjänst. Villkoret var dock att godsets ägor uppodlades och att där fanns en för ägaren representativ huvudbyggnad. Till följd av den stora Reduktionen blev adelns herrgårdsgods, som tidigare varit befriade från skatt, ålagda rusttjänstgöring. Detta ledde till att Brändö blev ett säterirusthåll från 1692.
Vid den tiden ägdes Brändö av ätten Rosendal, sedan 1664. Först av assessorn vid Åbo hovrätt Erik Rosendal och efter honom sonen, kapten Anders Eriksson Rosendal, fram till hans död 1691. Efter hans död drevs säteriet vidare av hans änka Christina Lillieström. År 1701 övergick gården i prosten Laurentius Frisius ägo och förblev så till hans död 1732.
Under 1700-talets första hälft skall herrgårdarnas jordbruk i allmänhet ha skötts av en gårdsförvaltare och dennes drängar, medan ägaren befann sig i krig eller arbetade som tjänsteman i Stockholm eller Åbo. Den ryska ockupationen av Finland, Stora ofreden, under Stora Nordiska kriget, kan ha påverkat herrgårdarna mer än andra gårdar. Gårdarna ödelades och efter krigets slut låg de flesta herrgårdar i Helsingfors län antingen i ruiner eller var i mycket dåligt skick. Invånarna återvände först efter krigets slut och det dröjde innan de gamla byggnaderna reparerades eller nya uppfördes. Gårdar som Brändö beboddes av gårdsförvaltare eller landbor mot arrende.
Efter krigets slut flyttade förmögna köpmän och borgare i Helsingfors fram sina positioner och köpte upp flera av de förfallna gårdarna runt Helsingfors. En av dem var tullinspektören Peter Wetter, som också ägde Hertonäs gods. Han köpte gradvis upp det närliggande Hertonäs inklusive Brändö från deras utarmade gäldenärer och införlivade det till ett Hertonäs säteri. År 1725 överlät Wetter säteriet till sin son, Helsingfors borgmästare Abraham Wetter som fortsatte driva säteriet fram till 1737.
Det finns inga specifika uppgifter om livet på Brändö gård eller ens dess situation under Hertonäs säteri, men känt är att Brändö herrgård brändes ner under Lilla ofredens tid (1742-1743), och troligen uppfördes därefter en ny huvudbyggnad längre söderut. Efter Wetters död förvaltades Hertonäs och därigenom även Brändö av Wetters arvingar fram till 1746, därefter av därefter av länskattmästaren Anders Hellenius fram till 1752. Han kontrollerade säterierna med panträtter även fast dessa formellt ännu ägdes av Wetters ättlingar.

### Augustin Ehrensvärd och Finlands äldsta barnhem
År 1752 övergick båda godsen i Augustin Ehrensvärds ägo. Vid den tiden hade han varit involverade i uppförandet av Sveaborgs fästning utanför Helsingfors sedan 1748, och som dess artillerichef sedan 1749. År 1751 köpte han upp Hertonäs herrgård, samt Båtviks säteri och Mäkelä kronogård, samt Brändö säteris ryttargård. Brändö och Hertonäs låg precis i närheten av Sveaborg, men under byggnadsperioden bodde han likväl mestadels vid fästningsbygget, först en blygsam träbyggnad på Vargön och därefter i en bostad som mer anstod hans rang. Han hade även som artillerichef en tjänstebostad i Sverige, men tillbringade somrarna i Finland. Den äldsta delen av den huvudbyggnad som idag utgör Brändö gårds herrgårdsbyggnad uppfördes under 1750-talet.
Ehrensvärd hyste stor omsorg för soldater och officerare vid sitt artilleriregemente och deras familjer, i synnerhet de sämre bemedlade som efter sin tjänstgöring tvingats till tiggeri för sin försörjning. Han hyste också bekymmer för den höga dödligheten i deras familjer och för deras bristfälliga utbildning. För att råda bot för detta inrättades en frivillig barn- och pensionskassa 1750. Ehrensvärds barnavård gick ut på att barnen skulle få utbildning i kristendom men också lära sig fabriksarbete, som spinning. De som inte hade fallenhet för detta, fick rycka in i artilleriet och tjänstgöra där till 30 års ålder. Ehrensvärds omsorg om sämre bemedlade barns öde gav senare upphov till att Finlands första barnhem, Artilleribataljonens barnhem, uppfördes och började verka vid Brändö gård 1753 under Ehrensvärds beskydd. Ehrensvärd lät flytta ett trämagasin från Sveaborg, som ursprungligen varit avsedd som sjukhus för soldater med skörbjugg, till Brändö gård. Barnhemmet inrättades i denna byggnad som placerades på Brändö gårds västra del, nära stranden, nordväst om säterigårdesn huvudbyggnad. Barnhemmet använde två byggnader och inhyste i början 30 barn, sedermera 50. I barnhemmet var också en skola där barnen fick utbildning i kristendom, läsning skrivning, räkning, historia och geografi. En viktig del av skolningen gällde även trädgårdsskötsel och en stor handelsträdgård anlades i anslutning till barnhemmet, uppdelat i nio områden.  Dessa är baserade på Linnés lärjunge Pehr Kalms idéer om uppförande av trädgårdar som fick stor spridning i Finland vid denna tid, och påverkade troligen sammansättningen i Brändö trädgård. I trädgården odlades bland annat rabarber, som Ehrensvärd fått av Carl von Linné 1757 och 1758, samt tobak. På gården byggdes en torklada för tobakstorkning. Tobaksladan är den äldst ännu bevarade byggnaden på herrgårdsområdet, och utgör idag en del av Hertonäs koloniträdgårdsområde.
Ehrensvärd sålde flera av sina ägor i Helsingfors, däribland Hertonäs, till sin bror före sin avfärd till Pommerska kriget 1757, men behöll Brändö herrgård. Barnhemmet lades ner till följd av 1765-1766 års riksdagsbeslut, men Ehrensvärd fortsatte ta hand om sina skyddslingar. År 1766 övergick ägandet av säteriet över till Ehrensvärds vän och barnhemsföreståndaren överste Jakob Gerde som ägde gården till 1784. Han fortsatte barnhemmets verksamhet i någon form. Under hans tid odlades lök i trädgården.
Efter att barnhemmet lagts ner flyttades rusthållets huvudbyggnad till barnhenmets plats. Efter Gerdes tids ägdes gården av Petter Bernhard Piper som vid denna tid tjänstgjorde vid Sveaborg. Efter hans död 1799, ägdes gården av hans änka Elsa Maria de la Motte godset fram till 1811. Enligt den brandförsäkring hon lät teckna 1805, fanns vid tidpunkten 11 byggnader på gården. Sju av dem var tvåvåningshus i trä med antingen trä- eller torvtak. Den dåvarande huvudbyggnaden var ett rödmålat tvåvåningshus i trä med mansardtak.

### 1800-talet
Efter finska kriget 1808-1809 och Finlands omvandling till ett autonomt ryskt storfurstendöme, kom Brändö gård 1811 i överste Lars Johan Jägerhorns av Storbys ägo. Jägerhorn som tagit avsked som arméns chefsintendent fokuserade på att rusta upp anläggningen och bygga ut huvudbyggnaden. Ritningarna beställdes av arkitewkten Pehr Granstedt, som under 1790-talet varit verksam med att uppföra Hangö fästning och som bisyssla börjat göra ritningar till privatpersoner.  Under 1810-talet gjorde bristen på arkitekter i Helsingfors arbetssituationen för Granstedt god och han uppförde ett tiotal byggnader i Helsingfors centrum, däribland det nuvarande Presidentens slott. Carl Olof Cronstedt, den siste svenske befälhavaren på Sveaborg, lät 1815 också beställa ritningar av Granstedt, till Hertonäs säteri som han ägde.
Ritningarna för renoveringen av Brändö gårds huvudbyggnad har inte bevarats men renoveringen och utbyggnaden skedde parallellt med renoveringen av Hertonäs säteris huvudbyggnad och likheten mellan dem båda är uppenbar.
Brändö gårds huvudbyggnad i trä från 1700-talet byggdes ut i östlig riktning. Därmed hamnade entrén, även den uppförd på 1700-talet mitt i byggnaden och byggnadens fasad blev symmetrisk i förhållande till huvudentrén. Byggnaden fick då också sin nuvarande empirstil, fasadputs och rosa färg.
I källorna finns ingen trädgård omnämnd kopplad till gården vid denna tid. Under Jägerhorns tid skulle gårdens försörjning ha bestått i produktion och handel med mejeriprodukter, kalvar, ister, spannmål och sprit, samt att fiskeplatser hyrdes ut liksom trädgården.
Jägerhorn hann troligen bara uppleva den nya huvudbyggnaden i några år innan han avled. Hans änka Fredrika Lovisa behöll gården till 1824, varefter gården övergick till major Konstantin Wukisaman och senare hans änka och deras arvinge. År 1864 överläts gården till överste Karl Theslef.
Ätten Cronstedt är den senaste familj som ägt Brändö gård. Efter Karl Theslefs tid blev adelsmannen Johan Cronstedt dess nya ägare. Johan Cronstedt, född Johan Frans Andreas Galindo, gifte sig 1867 med Olga Cronstedt, enda överlevande barn till adelsmannen Carl Olaf Cronstedt den yngre, son till Carl Olaf Cronstedt som ägt Hertonäs i början av 1800-talet. När Olga avled 1870, endast 35 år gammal, adopterades Johan av sin svärfar med kejsarens välsignelse för att den friherrliga ätten Cronstedt inte skulle dö ut. Johan gifte om sig två gånger.
När Johan Cronstedt år 1877, då verksam som verkställande direktör för Föreningsbanken i Finland, köpte Brändö som sommarbostad, skall området framför huvudbyggnaden helt och hållet ha bestått av en potatisåker.
Cronstedt lät renovera trädgården i linje med herrgården och gav den mycket av dess nuvarande form. Lindar planterades utmed trädgårdens sidor och i trädgården planterades dekorationsplanteringar. Inga ritningar eller beskrivningar av Cronstedts trädgård har dock bevarats.
Johan Cronstedt hade en stor familj och barn från två äktenskap. En villa benämnd Tallbacka byggdes på skogsbacken norr om huvudbyggnaden för Cronstedts dotters och hennes familjs räkning. Ungefär samtidigt uppfördes även den vita villan vid den sydvästra stranden där Cronstedts dotter Hedvig och hennes man, konstnären och läraren vid Finska Konstföreningens ritskola, Gunnar Berndtson tillbringade sina somrar. Villan är alltjämt känd som Gunnarstorp. Under hela 1800-talet skall det i och kring Brändö ha förekommit ett livligt herrgårdsliv.

### 1900-talet
Efter Johan Cronstedts död 1907 såldes merparten av herrgårdens ägor till AB Brändös villastad. Stuguö, det vill sägs nuvarande Brändö, och området kring nuvarande Kivinokka övergick till den nya villastad som vid denna tid etablerades. Herrgårdens kärnområde förblev i Cronstedts änkas, Eva Cronstedts och deras barns, Johan, Evas och Nils ägo. Enligt fastighetskartan som upprättades i samband med försäljningen omfattades herrgårdsägorna därefter trädgården samt områdena söder och sydost om huvudbyggnaden och det vidsträckta området vid strandlinjen.
De första bevarade historiska fotografierna av herrgårdsområdet härstammar från början av 1900-talet. Enligt dessa delades trädgården i två delar. En symmetrisk dekorationsplantering hade anlagts närmast huvudbyggnaden, kantad av en krökt gång. Planteringen innefattade tidstypiska exotiska växter som agaver. Central i kompositionen tycks ibland ha varit en trädgårdsurna. Den krökta gången verkar ha varit kantade av fritt anordnade prydnadsbuskar. Blommande buskar och rikliga vinrankor har vuxit intill byggnaden.  Den södra delen av trädgården har haft en större öppen gräsyta med fritt växande träd. Trädgården kantades av lindar planterade på 1800-talet och en häck som avgränsade entrévägen. Bakom huvudbyggnaden, på gårdssidan har det växt syrener.
Brändö gård ligger nära Helsingfors centrum, men resan dit var lång, då anslutningen till Helsingfors upprätthölls med båt. Bron över Rovholmssundet, som förband Brändö villastad med herrgården färdigställdes 1916. Träbron försågs med en port och en brovakt anlitades. Bron från Brändö till Sörnäs färdigställdes tre år senare.
Efter Eva Cronstedts död 1919 köptes herrgården av Brändö Gårds Aktiebolag, bland vars aktieägare fanns Johan Cronstedts dotter Eva Linder och hennes man. Bolaget grundades i syfte att anlägga en villastad på godsets tomt. Stadsplanen för villastaden hade beställts av arkitekten Eliel Saarinen samma år. Planerna var att bygga i rymlig och villastadsstil, och herrgården skulle ha bevarats som en central del av stadsstrukturen. Tidpunkten för försäljningen var dock inte gynnsam för planerna och aktieägarna började omgående sälja av sina aktier till Helsingfors stad.  Lokalplanen blev heller aldrig bekräftad. Det är oklart vad säteriet under Brändö gård AB användes till, troligen var den och jordbruksmarken uthyrd under denna tid. Regeringen fattade 1922 beslut om att uppföra ett villasamhälle i Kulomaa i området kring Brändö gård. En stadsplan och en byggnadsordning skulle upprättas för området. Detta realiserades dock aldrig och år 1938 fattade regeringen beslut om att avskaffa tätorten Kulomaa.
Helsingfors stad hade sedan 1919 förhandlat med de nya ägarna om att köpa Brändö gård. Staden hade tidigare förvärvat Hertonäs säteri och köpet av godset ansågs nödvändigt för den nya stadsplaneringen, i synnerhet för att säkra en smidig trafikförbindelse från Sörnäs till det planerade hamnområdet i Hertonäs. Staden fick flera anbud på marken, men fann erbjudandena för dyra. Först år 1927 uppnådde Helsingfors stad och Brändö Gårds aktiebolag en överenskommelse om fastighetspriset varvid staden köpte det enskilda skattehemmanet i Brändö för 3,2 miljoner mark. Året därpå köpte staden även Kivinokka och ett stort område i de inre delarna av Brändö.
De första sex åren hyrdes en del av fastigheten ut till krögaren R. Joffs som anlade ett pensionat i herrgårdens huvudbyggnad. Till arrendeområdet hörde byggnaden, park och vägar samt från 1928 även åkermark.
Några år efter fastighetsförvärvet började områdets framtida användning gradvis ta form. En vägförbindelse till industriområdet och oljehamnen i Hertonäs hade säkrats. Kivinokka folkpark anlades i herrgårdens gamla och klippiga skogsområde och herrgårdens åkrar hade övergått till Hertonäs koloniträdgårdsområde för trädgårdsskötsel. Tio år efter köpet av herrgården arrenderades området ut till ”Centralkommittén för Helsingfors kommunanställda som en plats för vila och rekreation för stadens tjänstemän och anställda.” Till detta hyresområde hörde Brändö gårds huvudbyggnad, två fristående stugor, röda villa med bastu, sommarstuga och herrgårdens trädgård. Vid något tillfälle anlades lantbrukstomter på åkerområdet i anslutning till herrgårdsparken för användning av de boende i sommarstugeområdet. De flesta ekonomibyggnader på gården, såsom ladugård, stall och redskapsbod revs successivt under 1900-talets tidiga decennier då de var i så uselt skick att de var oanvändbara. Herrgården och dess tomt förenades med Helsingfors stad i en stor regional sammanslagning 1945 och blev då en del av staden.
Herrgårdens huvudbyggnad renoverades 1956. Under renoveringen fotograferades byggnadens interiör och strukturer. I samband med renoveringarna gjordes även måttritningar över herrgårdens konstruktion. Samtidigt påbörjades en tvåårig grundrenovering av herrgårdsparken. Gamla buskar som spritt sig över parkens centrala axel rensades bort och gräsmattan förnyades. En rabatt kantade av skiffer planterades framför huvudbyggnaden. En gränshäck planterades också mellan parken och odlingsområdet.  I samband med parkarbetet genomfördes även annat arbete på området, och en ny och större bastu restes i närheten av huvudbyggnaden.
Användningen av området som rekreationsområde växte också i och med att hamnverksamhet för småbåtar påbörjades i området. Herrgårdsbåtklubben grundades 1962. Bryggor byggdes och stranden fick byggas ut för hamnverksamhet. Herrgårdens gamla brygga bevarades som en del av hamnverksamheten. Området fick en andra hamn när staden etablerade Naurissalmi småbåtshamn närmare bron på 1970-talet, i vilket det finns en T-formad pir.
Under 1960- och 1970-talen bidrog ökningen av antalet bilar och fritidsverksamhet till förändringar i herrgårdsområdets funktioner. Båtförråd, bredare gångvägar, spelplaner och parkeringsplatser byggdes. Båtverksamheten drevs alldeles intill herrgårdsparken och en parkeringsplats uppfördes intill parken. Dessutom uppfördes en större parkeringsplats norr om herrgårdsområdet för besökare till Kivinokka folkpark. Herrgårdens gamla ängsmarker användes dels för jordbruk och dels som spelplaner och öppna gräsytor. Herrgårdsparken var i privat bruk av de kommunanställdas förening och herrgårdens huvudbyggnads hyresgäst fram till 1990-talet. 1997 öppnades herrgårdsparken för allmänheten.

## Brändö gård idag
Brändö gård hyrdes fram till 30 september 2023 av Förbundet för den offentliga sektorn och välfärdsområdena JHL rf, Finlands största fackförbund för välfärdssektorn. Förbundet nyttjade herrgården för festliga evenemang och rekreation.
Inspelningarna av TV-programmet Suurmestaris två första säsonger skedde på Brändö gård 2019 och 2020.
I mars 2025 lade Helsingfors stad ut Brändö gård till försäljning och i augusti samma år stod det klart att herrgårdens sålts till fastighetsutvecklingsföretaget RL Tilat Oy, ett företag som drivs av bröderna Riku och Rami Lähdemäki. Deras mål med köpet är att öppna upp herrgården till ett mångsidigt turist- och rekreationscenter. Lokalerna planeras användas som mötes- och festlokaler. Bastun på tomten planeras öppnas upp för allmänheten redan i september samma år och i framtidsplanerna ligger även att öppna sommarkafé samt andra fritidsaktiviteter. 

## Ägarna
Lista över Brändö gårds ägare
| Ägare                                     | År             |
| ----------------------------------------- | -------------- |
| kapten Erik Filipsson                     | ca 1540 - 1588 |
| Mårten Simonsson och hans släkt           | ca 1588 - 1651 |
| Claes Torsk                               | 1651 - 1664    |
| Ätten Rosendal                            | 1664 - 1691    |
| Christina Lillieström                     | 1691 - 1701    |
| Laurentius Frisius                        | 1701 - 1732    |
| Familjen Wetter                           | 1732 1752      |
| Augustin Ehrensvärd                       | 1752 - 1766    |
| överste Jakob Gerde                       | 1766 - 1784    |
| Petter Bernhard Piper                     | 1784 - 1799    |
| Elsa Maria de la Motte                    | 1799 - 1811    |
| överste Lars Johan Jägerhorn av Storby    | 1811 - 1817    |
| hans änka Fredrika Lovisa                 | 1817 - 1824    |
| Major Konstantin Wukisama och hans familj | 1824 - 1864    |
| Karl Theslef                              | 1864 - 1877    |
| Johan Cronstedt                           | 1877 - 1907    |
| hans änka Eva Cronstedt och deras barn    | 1907 - 1919    |
| Brändö Gårds Aktiebolag                   | 1919 - 1927    |
| Heslingfors stad                          | 1927 - 2025    |
| RL Tilat Oy.                              | 2025 -         |